# Maximiliano y Carlota
Maximiliano y Carlota es una telenovela histórica de 1965, dirigida y producida por Ernesto Alonso. 
La telenovela se basa en la historia de los emperadores de México, Maximiliano de Habsburgo (interpretado por Guillermo Murray), y su esposa Carlota de México (interpretada por María Rivas) y en el tinte antagónico el primer actor José Carlos Ruiz interpretando al presidente Benito Juárez.

## Trama
Esta telenovela histórica narra la historia de amor y el reinado de Maximiliano de Habsburgo y su esposa Carlota Amalia, emperadores de México cuando fue ocupada por los franceses la capital mexicana en el 1864. La llamada Junta de Notables le ofreció la Corona a Maximiliano, pero no logró vigorizar su régimen y, abandonado por las tropas de Napoleón III, cayó prisionero de las fuerzas de Benito Juárez en Querétaro. Fue juzgado y fusilado en el 1867 junto con los generales Miramón y Mejía. Su esposa Carlota perdió la razón.

## Elenco
- Guillermo Murray - Maximiliano de Habsburgo
- María Rivas - Carlota de México
- Antonio Passy - Napoleón III
- José Carlos Ruiz - Benito Juárez
- Anita Blanch - Baronesa Hulst
- Enrique Lizalde - Tomás Mejía
- Gina Romand - Margarita
- Marta Zamora - Victoria
- Alberto Zayán - Miguel López